# Onthophagus vassei
Onthophagus vassei là một loài bọ cánh cứng trong họ Bọ hung (Scarabaeidae).